# عذرية
تعرف البتول أو العذراء أو البكر في الأصل على أنها المرأة التي لم تقم بعلاقة جنسية سابقا. والبتولية أو العذرية هي الحالة في كون المرأة بتولا أو عذراء.
أما في الاستخدام العام لكلمة بتولية فيتسع ليتعدى ذلك جنس الشخص (سواء رجل أو امرأة) فقد يكون الرجل أيضا بتولا وهو الرجل الذي لم يقم بعلاقة جنسية سابقة، أو قد يستخدم هذا التعبير للحديث عن الأدوات أو الأشياء، كأن أن يقال «أرض عذراء» أي الأرض التي لم تطأها قدم إنسان من قبل.

## في الثقافة
اعتبرت البتولية منذ القدم في الكثير من الثقافات كفضيلة، وخاصة في المجتمعات التي تقصر العلاقة الجنسية ضمن إطار الزوجية. حيث قد ترتبط عذرية المرأة بالشرف الشخصي أو العائلي في الكثير من المجتمعات خاصة في ما يعرف باسم مجتمعات الخجل والذي يسبب فيها فقدان العذرية قبل الزواج الخجل والعار للفتاة وأسرتها.
كما أنه قد وجدت بعض القوانين التشريعية أو العرفية في بعض البلدان التي تقتص من الرجل الذي يغوي أو يغتصب فتاة عذراء على تحمل مسؤولية فعله بالزواج منها أو دفع فدية إلى والدها نيابة عنها. كما أنه في بعض المجتمعات لم يكن الرجل يتزوج أي فتاة قد فقدت عذريتها.
وتفيد بعض الدراسات بأنه في المجتمعات التي تضع قيمة عالية للعذرية قبل الزواج، يمارس فيها عادات جنسية لا تتضمن عملية الإيلاج كالجنس الفموي أو الجنس الشرجي.

## الأخلاقيات

### مقدمة
للبتولية قيمة كبيرة جداً في بعض الديانات الوثنية القديمة حيث وجد ما يعرف بعذارى المعبد مثل عذارى الإلهة فستال. وأيضا لها أهميتها في الديانة المسيحية فقد عاش المسيح بتولاً بحسب التقليد الكنسي، ووجدت على مر التاريخ حركات رهبانية للكنائس الأرثوذكسية والكاثوليكية كانت البتولية من نذور رهبانها إلى جانب الطاعة والفقر. بل أن ذكرها ورد في كتاب العهد الجديد حيث تحدث المسيح عن أناس نذروا العفة في سبيل الله :
يذكر أن مريم أم المسيح تلقب بالعذراء في الديانتين المسيحية والإسلامية انطلاقاً من الإيمان بأنها ولدت ابنها وهي بتول لم يمسها رجل، وتذهب الكنائس التقليدية بأنها بقيت بتولا حتى وفاتها.

### الأعراف الاجتماعية والآثار القانونية
معظم الدول لديها قوانين عينت الحد الأدنى لسن الزواج، وأكثرها شيوعا هو 18 عامًا. وفقط في حالات خاصة، كأن تكون الأنثى حاملًا مُسبقا، فيُخفض السن إلى 16 عامًا. ولكنَّ العمر الفعلي عند الزواج الأول يمكن أن يكون أكبر بكثير. وتحدد القوانين أيضًا الحد الأدنى للسن التي يُسمح فيها لأي شخص بممارسة الجنس، وهو ما يُسمى عمومًا سن الرشد. لقد تغيرت المواقف الاجتماعية (والقانونية) تجاه السن المناسبة للموافقة إلى أعلى مستوى في العصر الحديث. فعلى سبيل المثال، كانت الأعمار من 10 إلى 13 عامًا مقبولة عادةً في الدول الغربية خلال منتصف القرن التاسع عشر، لكنَّها تبدلت في نهاية القرن التاسع عشر وبداية القرن العشرين مما أدى إلى رفع سن المقبولية إلى أعمار تتراوح عمومًا من 16 إلى 18 عامًا.

### وجهات النظر الدينية
اختلفت الأخلاقيات الجنسية بشكل كبير بمرور الوقت وبين الثقافات. حيث يمكن ربط المعايير الجنسية للمجتمع - معايير السلوك الجنسي - بالمعتقدات الدينية، أو الظروف الاجتماعية والبيئية، أو جميعها معًا. الجنس والتكاثر عنصران أساسيان في التفاعل البشري والمجتمعات في جميع أنحاء العالم. علاوة على ذلك، فإن «التقييد الجنسي» هو أحد المسلمات الثقافية الخاصة في كل المجتمعات البشرية تقريبًا.
وبناءً عليه، رأت معظم الأديان أن هناك حاجة إلى معالجة مسألة الطور «المناسب» للجنس. لدى الأديان قوانين مختلفة للأخلاق الجنسية، والتي تنظم النشاط الجنسي أو تحدد قيمًا معيارية لبعض الأفعال أو الأفكار المشحونة جنسيًا. لقد طور كل دين رئيسي مدونة أخلاقية تغطي قضايا الجنسانية والأخلاق والأخلاقيات وما إلى ذلك. تسعى هذه القواعد الأخلاقية إلى تنظيم المواقف التي يمكن أن تؤدي إلى الاهتمام الجنسي والتأثير على الأنشطة والممارسات الجنسية للأشخاص.

#### اليونان القديم وروما
غالبًا ما تُعتبر العذرية فضيلة تدل على النقاء وضبط النفس الجسدي وهي خاصية مهمة في الأساطير اليونانية. ففي الأدب اليوناني القديم مثل تراتيل هوميروس [الإنجليزية]، هناك إشارات تذكر إلهات البارثينون أرتميس وأثينا وهيستيا وهُنَّ يُعلِنَّ تعهداتهنَّ بالعذرية الأبدية (باليونانية: παρθενία)‏. إنَّ معنى التبتل أو العُذرية الذي تعهدت به الإلهات يختلف عن مفهوم العُذرية في الديانات الغربية الحديثة. وقد ركزت مبادئ العذرية مزيد تركيزٍ على قابلية الزواج والمفاهيم المجردة الأخرى المُرتبطة، الخالية من شروط بدنية صارمة والتي قد تؤثر سلبًا ومن دون التخلي عن الفكرة تمامًا، عن طريق فكرة الاتصال الجنسي السابق على الزواج. ولهذا كله، فإن الإلهات الأخر اللاتي لم يلتزمن أبدًا بالبتولية المنصوص عليها في تراتيل هوميروس فإنَّهنَّ قادرات على تجديد تعهداتهن من خلال الطقوس (مثل هيرا) أو اختيار مظهر يشير إلى احتفاظهنَّ بعذريتهنَّ (مثل أفروديت).

## فقدان العذرية
العذرية هي عدم ممارسة الجنس بأشكاله مع شخص آخر لذلك لا تقترن سلامة غشاء البكارة بالعذرية، لكن من الناحية الفنية، يتم تعريف «فقدان العذرية» بغياب غشاء البكارة أو تمزقه.
يعتبر فقدان العذرية على نطاق واسع من أحد المحطات الهامة في حياة الفرد. حيث يتم ذلك عند الإناث بتوسع أو تمزق غشاء البكارة وهو غشاء كجزء من الفرج والذي يغطي بشكل جزئي المدخل إلى المهبل.
على الرغم أنه على طول الزمن اعتبر وجود غشاء البكارة دليل على عذرية الفتاة، إلا أنه في الواقع لا يشكل أكثر من مؤشر لا يدل بالضرورة على العذرية حيث أنه في بعض الحالات تتم عملية الجماع دون حدوث تمزق لغشاء البكارة، أو قد يتمزق الغشاء بدون جماع، أو قد يتم إصلاح التمزق في غشاء البكارة بإجراء عملية ترقيع غشاء البكارة.